# يان روبرتس (منافس ألعاب قوى)
يان روبرتس (بالإنجليزية: Ian Roberts)‏ هو منافس ألعاب قوى غياني، ولد في 18 ديسمبر 1973.

## وصلات خارجية
- يان روبرتس على موقع الاتحاد الدولي لألعاب القوى (الإنجليزية)
- يان روبرتس على موقع أوليمبيديا (الإنجليزية)